# 七つの海よりキミの海
「七つの海よりキミの海」（ななつのうみよりキミのうみ）は、上坂すみれの楽曲。 畑亜貴が作詞、神前暁が作曲を手掛けた。上坂の1枚目のシングルとして2013年4月24日にスターチャイルドから発売された。

## 概要
本曲は、「上坂すみれプロジェクト」と銘打たれた、声優・上坂すみれの歌手活動におけるデビューシングル。2013年4月24日にスターチャイルドから発売された。テレビアニメ『波打際のむろみさん』主題歌。
初回限定盤付属DVD収録のPVの制作は電気グルーヴのPVなどを手がける田中秀幸。
シングルは、初回生産限定盤（本曲のPV収録DVD付）、アニメ盤（描きおろしアニメジャケット、本曲のTVサイズ収録）、通常盤の三種類が発売される。

## 収録曲
全作詞：畑亜貴

### 初回生産限定盤
- 規格品番：KICM-91447

CD
1. 七つの海よりキミの海
作曲：神前暁、編曲：神前暁・高田龍一
テレビアニメ『波打際のむろみさん』主題歌。80'sニュー・ウェイヴを彷彿とさせる曲調で、ヘヴィメタル、ロシア民謡（「コロブチカ」）などの要素が混在する楽曲[3]。曲中のデスヴォイスは作曲・編曲を務めた神前暁によるものである[4]。また、Bメロの「D-Eb-F-Db-E-A」というコード進行は上野耕路を意識しているとのこと[5]。
2. 我旗の元へと集いたまえ
作曲・編曲：伊藤賢治
「『革命的ブロードウェイ主義者同盟』（略：革ブロ）の戦う姿勢を体現」した楽曲[2]。『ロマンシング サ・ガ』『聖剣伝説』シリーズの伊藤賢治が作曲・編曲を務めており、「イトケン節」を聴くことができる。
3. 七つの海よりキミの海（off vocal ver.）

DVD
1. 七つの海よりキミの海（Music clip）

### アニメ盤
- 規格品番：KICM-91448

CD
1. 七つの海よりキミの海
2. 我旗の元へと集いたまえ
3. 七つの海よりキミの海（off vocal ver.）
4. 七つの海よりキミの海（TV size mix）

### 通常盤
- 規格品番：KICM-1449

CD
1. 七つの海よりキミの海
2. 我旗の元へと集いたまえ
3. 我らと我らの道を
作曲・編曲：田中秀和
通常盤のみ収録。「革ブロの士気を高める」行進曲[2]。「行進!行進!」という掛け声や軍靴の足音が挿入されており、上坂の軍歌趣味が反映されている。
4. 七つの海よりキミの海(off vocal ver.)

## ミュージシャン
七つの海よりキミの海
- Electric Guitar：飯室博
- Electric Bass：田辺トシノ
- Drums：小田原豊
- Strings：大先生室屋ストリングス
- Strings Arrangement：高田龍一 (MONACA)

我旗の元へと集いたまえ
- Guitar：吉田穣
- Manipulator：福富雅之